# Sun Java System Application Server
Sun Java System Application Sever, or SJSAS es un servidor de aplicaciones de la plataforma Java producido por Sun Microsystems. El servidor está basado en la plataforma Java EE y es el núcleo del sistema Java Enterprise, a manera de contenedor de EJB o de proveedor de Web Service. Tiene soporte integrado para interfaces de desarrollo tales como Sun Java Studio Enterprise, Sun Java Studio Creator y NetBeans.
A partir de la versión 9, SJSAS Plataform Edition se encuentra siendo desarrollada bajo el proyecto de código libre GlassFish y bajo las licencias de CDDL y GPL. Este proyecto incluye código de otras compañías tales como Oracle y bases para el JEE5.